# 元榮太一郎
元榮 太一郎（もとえ たいちろう、1975年12月14日 - ）は、日本の実業家、弁護士、政治家。弁護士ドットコム株式会社創業者・代表取締役社長。弁護士法人Authense法律事務所CEO。公益社団法人日本プロサッカーリーグ（Jリーグ）理事。自由民主党所属の元参議院議員（1期）。
元財務大臣政務官。第二東京弁護士会所属。

## 経歴
米国イリノイ州エバンストン市に生まれる。1978年、家族とともに帰国。神奈川県藤沢市に居住。中学校の時に家族とともにドイツに移住。単身帰国し、神奈川県立湘南高等学校に入学。
1998年、慶應義塾大学法学部法律学科を卒業。1999年、旧司法試験に合格（第54期司法修習生）。2001年、第二東京弁護士会に登録。同年、アンダーソン・毛利法律事務所（現：アンダーソン・毛利・友常法律事務所）に入所。M&Aや金融など企業法務を専門とした。2005年に退所し、独立して法律事務所オーセンスを開業。
2005年、オーセンスグループ（現・弁護士ドットコム）を設立、現在法律相談ポータルサイト「弁護士ドットコム」、税務相談ポータルサイト「税理士ドットコム」を運営。
2016年の第24回参議院議員通常選挙に千葉県選挙区（改選数3）から自民党公認候補として立候補し、得票数2位で初当選した。
2017年、弁護士ドットコム株式会社代表取締役会長就任。2020年、財務大臣政務官に任命されたため、弁護士ドットコム株式会社代表取締役会長を退任。
2021年6月11日、自民党千葉県連の国会議員団の会議が党本部で開催。元榮は会議に先立って、翌年に行われる参院選への不出馬の意向を伝え、この日の会議で了承された。
2022年1月31日、微熱やのどの痛みの症状があったことから、都内の医療機関でPCR検査を受けたところ、新型コロナウイルス陽性が確認された。
2021年、参議院文教科学委員長就任
2022年6月、弁護士ドットコム株式会社代表取締役社長に復帰。
2022年7月25日、任期満了をもって参議院議員を退任。
2023年1月、公益社団法人 日本プロサッカーリーグ理事 就任。
2023年、日本を代表する茶道文化の文化財を次世代に継承することを目的に、林郁、伊藤穰一、佐藤輝英とともに発起人となり、各界の第一人者がアドバイザーとして参画する「沼津倶楽部継承プロジェクト」を開始。国の有形文化財として文化庁に登録されている「千本松・沼津倶楽部」の歴史的建築と文化価値の継承、発信を推進。

## 政策・主張

### 憲法
- 憲法改正について、2016年の朝日新聞社のアンケートで「どちらかと言えば賛成」と回答[9]。同年の毎日新聞社のアンケートで「賛成」と回答[10]。

- 9条改憲について、2016年の毎日新聞社のアンケートで、選択肢以外の回答をした[10]。

### 外交・安全保障
- 「他国からの攻撃が予想される場合には先制攻撃もためらうべきではない」との問題提起に対し、2016年のアンケートで「どちらとも言えない」と回答[9]。

- 「北朝鮮に対しては対話よりも圧力を優先すべきだ」との問題提起に対し、2016年のアンケートで「どちらとも言えない」と回答[9]。

- 安全保障関連法の成立について、2016年の毎日新聞社のアンケートで「今の法制でよい」と回答[10]。

- 普天間基地の移設問題について、2016年の毎日新聞社のアンケートで「名護市辺野古に移設すべき」と回答[10]。

### ジェンダー
- 選択的夫婦別姓制度の導入について、2016年のアンケートで「どちらかと言えば反対」と回答[9]。

- 同性婚を可能とする法改正について、2016年のアンケートで「どちらとも言えない」と回答[9]。

- クオータ制の導入について、2016年のアンケートで「どちらとも言えない」と回答[9]。

### その他
- 永住外国人への地方参政権付与について、2016年のアンケートで「どちらかと言えば反対」と回答[9]。

- 首相の靖国神社参拝について、2016年のアンケートで「どちらかと言えば賛成」と回答[9]。

- 「治安を守るためにプライバシーや個人の権利が制約されるのは当然だ」との問題提起に対し、2016年のアンケートで「どちらとも言えない」と回答[9]。

- 「原子力発電所は日本に必要だと思うか」との問いに対し、2016年の毎日新聞社のアンケートで「必要」と回答[10]。

- 2016年の米国大統領選挙について「ドナルド・トランプとヒラリー・クリントンのどちらを支持するか」との問いに対し、2016年の毎日新聞社のアンケートで「どちらとも言えない」と回答[10]。

- 2016年2月8日、高市早苗総務大臣は、放送局が政治的公平性を欠く放送を繰り返した場合、放送法4条違反を理由に電波停止を命じる可能性に言及した[11][12]。安倍晋三首相は2月15日の衆議院予算委員会で野党の批判に反論し、高市の発言を擁護した[13]。政府の姿勢をどう思うかとの問いに対し、2016年の毎日新聞社のアンケートで、選択肢以外の回答をした[10]。

## 議員活動
- 所属委員会[14]。
  - 参議院法務委員会理事
  - 参議院予算委員会
  - 参議院災害対策特別委員会
  - 参議院憲法審査会
  - 参議院文教科学委員会委員長

## エピソード
- いつかインターネットで弁護士を探す時代が来る。“一見さんお断り”がまだ当たり前だった2005年に身近な弁護士を目指し弁護士ドットコムを創業。
- 孫正義の「時代を読んで、仕掛けて、待つ」という言葉が好きで、赤字のときは、「今は時代を読んで仕掛けている最中だ」と言い聞かせ、「弁護士が身近になると多くの人が必ず喜んでくれるはず」ということを信じて8期連続赤字でも事業を継続した[15]。その結果、弁護士ドットコムは2014年12月11日、東京証券取引所マザーズに上場した[16]。
- 2019年・2020年の国会議員平均所得では2位に圧倒的な大差をつけての首位であった[17][18]。

## メディア出演

### テレビ
- めざましテレビ（金曜レギュラー、2014年5月23日 - 12月31日、フジテレビ）
- face（火曜レギュラー、2014年04月01日 - 2015年11月24日、JFN系）
- 日経スペシャル カンブリア宮殿（2021年2月21日出演）[19]
- めざまし８（2022年8月〜、フジテレビ）

## 著書
単著 
- 『刑事と民事』（幻冬舎、2008年5月）
- 『「複業」で成功する』(新潮新書、2019年11月)

 共著 
- 『弁護士ドットコム ～困っている人を救う僕たちの挑戦～』（日経BP社、2015年1月）[20]
- 『初級ビジネスコンプライアンス―「社会的要請への適応」から事例理解まで』（東洋経済新報社、2009年6月）

 編著 
- 『自分でできる「家賃滞納」対策～自主管理型一般家主の賃貸経営バイブル～』（中央経済社、2012年8月）

 企画協力・監修 
- 『BENGO！』（集英社、2009年2月）[21]

### その他
- 「自由と正義」第17回弁護士業務改革シンポジウム（日本弁護士連合会、2012年4月号）
- 「ソフィア」弁護士業務とマーケティング（愛知県弁護士会、2011年7月版）
- 「即時・早期独立開業マニュアル」（日本弁護士連合会、2009年9月版）
- 「即時・早期独立開業マニュアル」（日本弁護士連合会、2008年12月版）
- 「二弁フロンティア」弁護士紹介サービスの現状と展望 後編（第二東京弁護士会、2007年2月号）
- 「二弁フロンティア」弁護士紹介サービスの現状と展望 前編（第二東京弁護士会、2007年1月号）
- 「二弁フロンティア」記者の目から見た司法改革（第二東京弁護士会、2008年12月号）

### CD・DVD
- 神田昌典氏の「ダントツ企業実践オーディオセミナー」（vol.139）にて『1人1顧問弁護士の時代へ〜「弁護士ドットコム」がつくる、誰もが守られる社会〜』（ALMACREATIONS、 2011年5月）

## 受賞等
- 「SoftBank World Challenge 2016」最優秀賞受賞
- 「働きがいのある会社ランキング2015,2016」ベストカンパニー　（主催：Great Place to Work）
- 「テクノロジー企業ランキングプログラム 第14回 デロイト アジア太平洋地域テクノロジーFast500」選出
- 「バイエル ライフ イノベーション アワード2015」独創特別賞受賞
- 「EY Entrepreneur Of The Year」ファイナリスト　（主催：アーストアンドヤング、2014年 ）
- 「Japan Venture Awards 2013」ニュービジネスモデル特別賞（経済産業省「中小企業基盤整備機構」、2013年）[22]
- 「ドリームゲートアワード2007」ノミネート30（財団法人ベンチャーエンタープライズセンター、2007年）
- 「大前研一のアタッカーズ・ビジネススクール」第19期事業計画コンテスト優勝　（株式会社ビジネス・ブレークスルー、2005年）
- Forbes日本長者番付 49位（2021年4月）[23]